# Martinsaari (ö i Södra Karelen, Villmanstrand, lat 61,20, long 28,14)
Martinsaari är en halvö i Finland. Den ligger i sjön Saimen och i kommunen Taipalsaari i den ekonomiska regionen  Villmanstrands ekonomiska region  och landskapet Södra Karelen, i den södra delen av landet, 210 km nordost om huvudstaden Helsingfors.